# مارتا باسكال
مارتا باسكال (مواليد 10 أبريل 1983) سياسية إسبانية وعضو مجلس الشيوخ في برلمان كاتالونيا. من يوليو 2016 إلى يوليو 2018 كانت المنسق العام للحزب الديمقراطي الأوروبي الكتالوني. من أكتوبر 2012 إلى فبراير 2015 كانت رئيسة الشباب القومي لكاتالونيا، ومن يوليو 2015 حتى حلها في يوليو 2016 كانت المتحدث باسم التقارب الديمقراطي لكتالونيا.

## السيرة الشخصية
حصلت مارتا باسكال على إجازة في العلوم السياسية والإدارة من جامعة بومبيو فابرا وفي التاريخ من جامعة برشلونة.
شاركت في برنامج أورديت للقيادة الذي تروج له مؤسسة جاوومي بوفيل. أكملت برنامج القيادة في الإدارة العامة وتشارك في برنامج القيادة فيسينس فيفيس. من الناحية المهنية كرست نفسها لمجال السياسات التعليمية في الرابطة الدولية لتعليم المدن. من 2008 إلى 2011 كانت رئيسة قسم التعليم في مجلس مدينة فيك، ومن 2011 إلى 2012 مستشارة لوزيرة التعليم في الحكومة الكاتالونية إيرين ريغاو.